# Foc fratricid

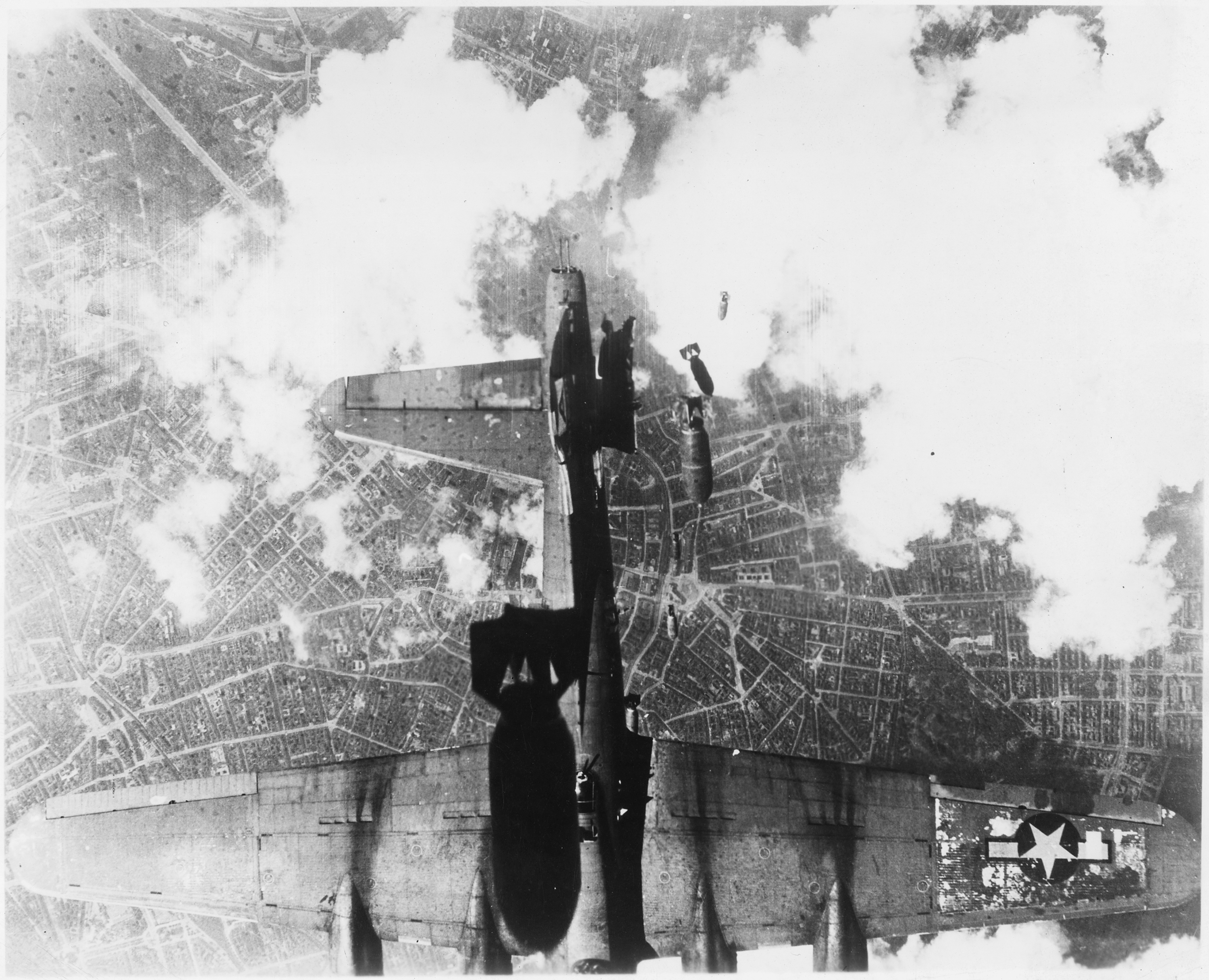
Un B-17 Flying Fortress „Miss Donna Mae II” american este avariat de bombe după ce a pătruns sub bombardierul american care zbura deasupra lui în timpul din 1944. Deteriorarea a făcut ca avionul să intre într-o rotire incontrolabilă și să se prăbușească, eveniment soldat cu moartea tuturor celor 11 membri ai echipajului.

În terminologia militară⁠(d), focul fratricid este un atac al forțelor beligerante sau neutre asupra trupelor aliate în încercarea de a ataca ținte inamice sau ostile. Printre exemple, se numără identificarea greșită a țintei ca fiind ostilă, focul încrucișat în timpul atacării unui inamic din unghiuri opuse, erorile de rază lungă sau inexactitatea. Focul accidental care nu este destinat să atace ținte inamice sau ostile și tragerea deliberată asupra propriilor trupe din motive disciplinare nu se numește foc fratricid, și nici vătămarea neintenționată a țintelor civile sau neutre, care sunt uneori denumite daune colaterale⁠(d). Accidentele de antrenament și incidentele fără sânge nu se califică nici ele drept foc fratricid în termeni de raportare a victimelor.
Utilizarea termenului în context militar pentru personalul aliat a început în timpul Primului Război Mondial, adesea când obuzele nu ajungeau la inamicul vizat. Termenul de friendly fire a fost adoptat inițial de armata Statelor Unite; SLA Marshall⁠(d) a folosit termenul în Men Against Fire în 1947. Multe armate ale Organizației Tratatului Atlanticului de Nord (NATO) denumesc aceste incidente albastru pe albastru, termen care derivă din exercițiile militare⁠(d) în care forțele NATO erau identificate cu fanioane albastre și unitățile care reprezentau forțele Pactului de la Varșovia prin fanioane roșii. În formele clasice de război, în care predomina lupta corp la corp⁠(d), moartea „fratricidă” era rară, dar în războiul industrializat, decesele din foc fratricid sunt mai frecvente.
Focul fratricid nu trebuie confundat cu fraggingul⁠(d), care este uciderea (sau încercarea de a ucide) intenționată a unor militari de către colegii care servesc de aceeași parte.

## Istorie
Paul R. Syms susține că focul fratricid este un fenomen străvechi. El face referire la evenimentele consemnate din Grecia Antică și alte relatări timpurii despre bătălii. El și alți istorici remarcă, de asemenea, că armele precum tunurile, artileria și avioanele au crescut dramatic victimele focului fratricid.
Până în secolele al XX-lea și al XXI-lea, victimele cauzate de foc fratricid au devenit un procent semnificativ din rănirile și decesele din luptă. Jon Krakauer oferă o privire de ansamblu asupra victimelor americane în timpul și după cel de al Doilea Război Mondial:
Recunoscând că „dimensiunile statistice ale problemei focului fratricid încă nu au fost definite; în cele mai multe cazuri nu sunt disponibile date viabile,” The Oxford Companion to American Military History estimează că între 2 și 25 de procente din victimele războaielor duse de America pot fi atribuite focului fratricid.

## Subraportarea
În analele războiului, decesele cauzate de inamic sunt adesea valorificate, în timp ce cele produse de forțe prietene pot fi acoperite de rușine. Mai mult, deoarece relațiile publice și moralul⁠(d) sunt importante, în special în războiul modern, armata poate fi înclinată să subraporteze incidentele de foc fratricid, mai ales atunci când sunt responsabile și de investigații, și de comunicate de presă:
Dacă fratricidul⁠(d) este un aspect nedorit, dar inevitabil, al războiului, la fel este și tendința comandanților militari de a mușamaliza aceste tragedii. Face parte dintr-un șablon mai amplu: tentația în rândul generalilor și politicienilor de a controla felul în care presa relatează campaniile lor militare, care prea adesea duce la interpretarea falsă a realitații pentru a stimula sprijinul public pentru războiul momentului.— Jon Krakauer, Where Men Win Glory. NY: Bloomsbury, p. 205.
Deși s-ar putea să existe o veche istorie a acestui gen de raportări false, Krakauer susține că „amploarea și sofisticarea acestor eforturi recente de propagandă și nerușinarea celor care le pun în aplicare” în Irak și Afganistan sunt ceva nou.

## Cauze

### Ceața războiului
Focul fratricid poate apărea din „ceața războiului⁠(d)” – confuzia inerentă războiului. Focul fratricid care este rezultatul unei aparente imprudențe sau incompetențe poate fi inclus în mod eronat în această categorie. Conceptul de „ceață a războiului” a fost supus unor critici considerabile, deoarece poate fi folosit ca scuză pentru proasta planificare, slaba informare sau proces de comandă compromis ori incompetent.

### Erori de poziție
Erorile de poziție apar atunci când focul îndreptat către forțele inamice poate ajunge accidental să lovească propriile forțe. Astfel de incidente sunt agravate de poziționarea combatanților în puncte apropiate și au fost relativ frecvente în timpul Primului și celui de al Doilea Război Mondial, unde trupele au luptat în apropiere unele de altele și țintirea era relativ inexactă. Pe măsură ce precizia armelor s-a îmbunătățit, această clasă de incidente a devenit mai puțin obișnuită, dar încă se mai manifestă.

### Erori de identificare
Erorile de identificare apar atunci când trupele prietene sunt atacate din greșeală, crezând că sunt inamicul. Bătăliile extrem de mobile și bătăliile care implică trupe din multe țări sunt mai susceptibile să provoace acest tip de incident, așa cum au demonstrat incidentele din Războiul din Golf din 1991 sau doborârea unei aeronave britanice de către o baterie americană Patriot în timpul invaziei Irakului din 2003. În incidentul de la Fermele Tarnak⁠(d), patru soldați canadieni au fost uciși și alți opt au fost răniți atunci când un maior al Gărzii Naționale Aeriene a SUA a aruncat o bombă de 230 kg din avionul său F-16 asupra regimentului de infanterie ușoară Prințesa Patricia⁠(d), care efectua un exercițiu de tragere de noapte lângă Kandahar. Un alt caz de astfel de accident a fost moartea lui Pat Tillman⁠(d) în Afganistan, deși circumstanțele exacte ale incidentului nu au fost încă stabilite definitiv.
În timpul celui de al Doilea Război Mondial, pe aeronavele aliate se vopseau „dungi de invazie⁠(d)” pentru a ajuta la identificarea în pregătirea pentru invazia Normandiei. Marcaje similare au fost folosite atunci când Hawker Typhoon a fost introdus pentru prima dată în uz, deoarece era foarte asemănător ca profil cu un avion german. La sfârșitul războiului, „escadrila de protecție” care acoperea aterizarea sau decolarea escadrilei de luptă germane de elită⁠(d) era vopsită în culori strălucitoare pentru a o distinge de luptătorii aliați care atacau.

### Erori de inhibare a răspunsului
Erorile de inhibare a răspunsului au fost propuse recent ca o altă cauză potențială a unor accidente de foc fratricid. Aceste tipuri de erori sunt diferite de identificarea vizuală greșită și par a fi cauzate de fapt de incapacitatea de a inhiba răspunsul la tragere.
O serie de situații pot să conducă la foc fratricid sau să exacerbeze riscul. Terenul dificil și vizibilitatea sunt factori majori. Soldații care luptă pe un teren necunoscut pot deveni dezorientați mai ușor decât pe un teren familiar. Direcția din care provine focul inamic poate să fie greu de identificat, iar condițiile meteorologice nefavorabile și stresul luptei pot adăuga la confuzie, mai ales în condiții de schimb de focuri. Navigarea precisă și disciplina de tragere sunt vitale. În situații cu risc ridicat, liderii trebuie să se asigure că unitățile sunt informate în mod corespunzător cu privire la locația unităților prietene și trebuie să emită ordine clare, fără ambiguitate, dar trebuie și să reacționeze corect la răspunsurile soldaților care sunt capabili să-și folosească propria judecată. Comunicarea greșită poate fi mortală. Radiourile, telefoanele de teren și sistemele de semnalizare pot fi folosite pentru a rezolva problema, dar atunci când aceste sisteme sunt folosite pentru a coordona forțe multiple, cum ar fi trupele terestre și avioanele, defectarea lor poate crește dramatic riscul de foc fratricid. Când operează trupele aliate din alte organizații sau țări, situația este și mai complexă, mai ales când sunt bariere lingvistice de depășit.

## Reducerea impactului
Unele analize resping impactul material al focului fratricid, ajungând la concluzia că victimele din focul fratricid sunt de obicei prea puține pentru a afecta rezultatul unei bătălii. Efectele focului fratricid nu sunt, însă, doar materiale. Trupele se așteaptă să fie vizate de inamic, dar a fi lovit de propriile forțe are un impact negativ enorm asupra moralului. Trupele ajung astfel să se îndoiască de competența comandanților, iar prevalența acesteia îi face pe comandanți mai precauți în teren.
Încercările de reducere a acestui efect de către liderii militari presupun identificarea cauzelor focului fratricid și evitarea repetării incidentelor prin instrucție, tactici și tehnologie.

### Instrucția

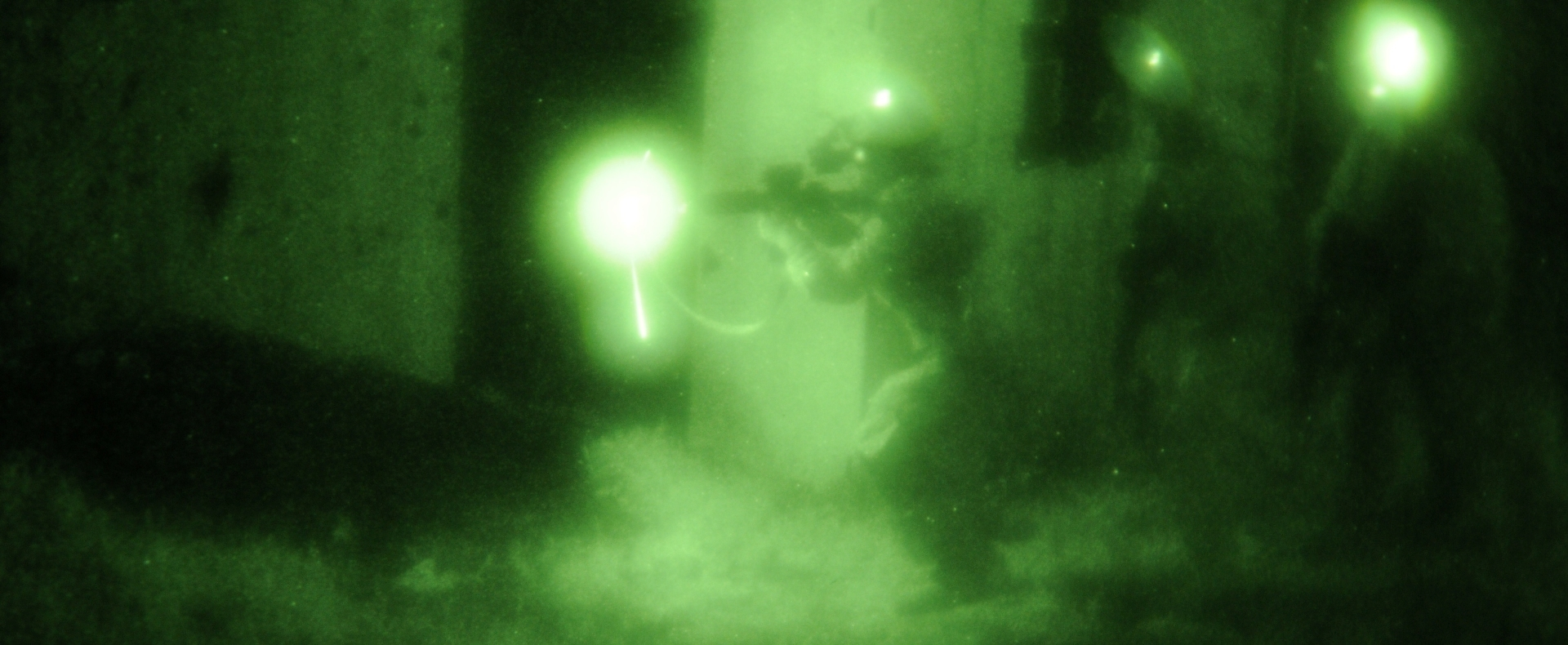
Soldații efectuează un asalt de noapte la Centrul de antrenament pentru manevre comune din în timpul exercițiului Bold Quest 2011 de evaluare a luptei pentru a testa interoperabilitatea sistemelor de identificare a țintelor diferitelor națiuni aliate pentru a reduce incidentele de foc fratricid.

Majoritatea armatelor folosesc instrucția extinsă pentru a asigura siguranța trupelor ca parte a coordonării și planificării normale, dar nu sunt întotdeauna expuse la posibile situații de foc fratricid pentru a se asigura că sunt conștienți de situațiile în care riscul este mare. Terenul dificil și vremea rea nu pot fi controlate, dar soldații trebuie să fie antrenați să opereze eficient în aceste condiții, precum și să fie antrenați să lupte noaptea. Un astfel de antrenament simulat este astăzi obișnuit pentru soldații din întreaga lume. Evitarea focului fratricid poate necesita nu mai mult decât insuflarea unei discipline a tragerii în rândul trupelor, astfel încât acestea să tragă și să oprească focul atunci când li se ordonă. Poligonul de tragere include acum și ținte de tip „nu trage”.
Creșterea sofisticării armamentului și tacticilor folosite împotriva forțelor americane pentru a le deruta în mod deliberat au făcut ca, în timp ce pierderile înregistrate de soldații americani au scăzut în general la sfârșitul secolului al XX-lea și în secolul al XXI-lea, procentul total al morților din cauza focului fratricid în acțiunile americane a crescut dramatic. În Războiul din Golf din 1991, majoritatea americanilor uciși de propriile forțe erau membri ai echipajelor de vehicule blindate lovite de cartușe antitanc. Răspunsul prin instrucție a cuprins pregătirea echipajelor de elicoptere Apache pentru a le ajuta să facă distincția între tancurile și vehiculele blindate americane și cele inamice, pe timp de noapte și pe vreme rea. În plus, tunarii din tancuri trebuie să urmărească tancuri robotizate „prietenoase” care se ivesc la instrucție în deșertul Mojave din California. De asemenea, studiază înregistrări video pentru a-i ajuta să recunoască mai repede forțele americane în luptă.

### Remedii tehnologice
Tehnologia îmbunătățită pentru a ajuta la identificarea forțelor prietene este și ea un răspuns continuu la problemele legate de focul fratricid. Încă din cele mai vechi vremuri ale războiului, sistemele de identificare erau vizuale și dezvoltate în armuri extrem de elaborate, cu modele heraldice distinctive. În timpul Războaielor Napoleoniene, amiralul Nelson a ordonat ca navele aflate sub comanda sa să adopte o schemă comună de vopsire pentru a reduce incidentele de foc fratricid; acest model a devenit cunoscut sub numele de cadril Nelson⁠(d). Dungile de invazie⁠(d) au îndeplinit o funcție similară în timpul invaziei aliate a Normandiei în al Doilea Război Mondial. Când radarul a fost dezvoltat în timpul celui de al Doilea Război Mondial, sistemele IFF („ Identificare prieten sau dușman⁠(d)”) de identificare a aeronavelor s-au dezvoltat într-o multitudine de radiorepere.
Navigarea corectă este vitală pentru a ne asigura că unitățile știu unde se află în raport cu propria lor forță și cu inamicul. Eforturile de a furniza busole precise în interiorul cutiilor metalice din tancuri și camioane s-au dovedit dificile, GPS-ul fiind o invenție cu impact major.
Printre alte schimbări tehnologice se numără dispozitivele de navigație portabile care folosesc semnale prin satelit, oferind forțelor terestre locația exactă a forțelor inamice, precum și a lor. Utilizarea luminilor infraroșii și a benzilor termice⁠(d) care sunt invizibile pentru observatorii fără ochelari de noapte, sau a fibrelor și coloranților care reflectă doar lungimi de undă specifice se dezvoltă în identificatori cheie pentru unitățile de infanterie prietene pe timp de noapte.
Există și o anumită dezvoltare a senzorilor de la distanță pentru a detecta vehiculele inamice — Sistemul de senzori pentru câmpul de luptă monitorizat de la distanță (REMBASS) folosește o combinație de vibrații acustice, seismice și infraroșii nu doar pentru a detecta, ci și pentru a identifica vehiculele.

### Tactici
Unele tactici fac ca focul fratricid să fie practic inevitabil, cum ar fi practica de a arunca baraje de mortiere asupra posturilor de mitraliere inamice în ultimele momente înainte de capturare. Această practică a continuat de-a lungul secolului al XX-lea, de când mitralierele au fost folosite pentru prima dată în Primul Război Mondial. Riscul mare de foc fratricid era în general acceptat de trupe, deoarece amplasamentele mitralierelor sunt atât de valoroase din punct de vedere tactic și, în același timp, atât de periculoase încât atacatorii doreau să fie bombardate, considerând că obuzele sunt mult mai puțin mortale decât mitralierele. Printre ajustările tactice se numără utilizarea de „cutii de omorât” sau zone care sunt interzise forțelor terestre în timp ce aeronavele aliate atacă ținte, practici care datează de la începutul aeronavelor militare din Primul Război Mondial.
Tacticile de luptă de șoc și uimire⁠(d) adoptate de armata americană – putere copleșitoare, conștientizarea câmpului de luptă, manevre dominante și demonstrații spectaculoase de forță – sunt folosite pentru că se consideră că sunt cea mai bună modalitate de a câștiga un război rapid și decisiv, reducând pierderile de ambele părți. Cu toate acestea, dacă singurii care efectuează tragerile sunt americani, atunci un procent mare din totalul victimelor este neapărat rezultatul unui foc fratricid, reducând eficacitatea șocului și a tacticii de uimire. Probabil că faptul că focul fratricid s-a dovedit a fi singura slăbiciune fundamentală a tacticii care a determinat armata americană să facă pași semnificativi pentru a renunța la atitudinea de blazare în raport cu focul fratricid și a evalua modalitățile de a-l elimina.